# پاتریوت مموری
پاتریوت مموری (انگلیسی: Patriot Memory) شرکت سخت‌افزار آمریکایی است، که در سال ۱۹۸۵ تأسیس شد.